# Фудзівара но Мородзане
Фудзівара но Мородзане (*藤原 師実, 1042  —14 березня 1101) — середньовічний японський державний діяч, письменник і поет періоду Хейан, кампаку в 1075—1086 і 1090—1094 роках, регент (сешшьо) в 1086—1090 роках. Відомий також під ім'ям «Кьоґоку-доно» (на честь місцини, де розташовувалася його резиденція).

## Життєпис

### Кар'єра
Походив з аристократичного роду Фудзівара. Третій син Фудзівара но Йоріміті, сешшьо і кампаку, та Фудзівара но Гіші. Народився у 1042 році. 1053 році на честь церемонії повноліття надано молодший п'ятий ранг. 1054 року отримав посаду радника четвертого класу та молодший четвертий ранг. Також увійшов до Відомства прислуги. 1055 року призначено радником третього класу. 1056 року стає кокусі провінції Омі. Наприкінці того ж року призначено середнім державним радником. 1058 року надано молодший другий ранг та посаду старшого державного радника.
1060 року призначено двірцевим міністром. 1062 року стає секретарем великого державного міністра. 1063 року отримав старший другий ранг. 1065 року послідовно отримав молодший перший ранг, посаду Правого міністра. 1068 року призначено на посаду куродоно (на кшталт міністра закордонних справ). наприкінці року призначено Лівим міністром. 1069 році призначено вихователем спадкоємця трону Садахіто.

### Сешшьо і кампаку
У 1073 році влаштував шлюб своєї названої доньки Кенші та імператора Сіракави. У 1075 році після смерті свого стрийка Фудзівара но Норіміті успадкував посаду кампаку. Він продовжив політику на збереження влади Фудзівара в державі. Цьому перешкоджали амбіції стриєчного брата Фудзівара но Нобунага, який у 1080 році став великим державним міністром. Водночас відновилася боротьба з Сіракавою, який намагався продовжити політику батька щодо відновлення впливу імператора в державі. На боці Мородзане діяли найбільші монастирі Японії, оскільки північні Фудзівари були ревними прихильниками буддизму, підтримуючи численні комплекси.
1086 року імператор Сіракава зрікся трону на користь сина Хорікави. Сіракава застосував практику інсей, коли екс-імператор керував за свого малолітнього сина. Сіракавазалишив столицю і переїхав південніше від Кіото — до монастиря Хейдзан (Ходзюдзі), де збудував колосальний палац Тоба-доно, створивши власний двір, штат придворних і чиновників, завів варту та інші атрибути влади й почав звідси самостійно видавати укази й закони та керувати поточними державними справами, ігноруючи підконтрольний Фудзівара столичний уряд. Мородзане не зміг ефективно цьому протидіяти, незважаючи на те, що став сешшьо (регентом) при Хорікаві.
Протягом наступних декількох років Фудзівара но Мородзане фактично втратив будь-який вплив в державі, незважаючи на те, що у 1088 році отримав посаду великого державного міністра і у 1090 році знову обійняв посаду кампаку. На бік екс-імператора Сіркакави перейшла буддійська верхівка. Невдовзі після цього Мородзане фактична влада в державі було втрачена. У 1094 році Мородзане пішов з посади кампаку, яку передав старшому синові Фудзівара но Мороміті.
Помер Фудзівара но Мородзане у 1101 році.

## Творчість
Був відомим автором віршів у стилі вака, що увійшли до збірки «Кьогоку Кампаку-шю» («Збірка кампаку-пана Кьогоку»). Також є автором щоденника «Кьогоку Канпаку-кі» («Щоденник канпаку пана Кьогоку»)